# Lepidium nanum
Lepidium nanum är en korsblommig växtart som beskrevs av Sereno Watson. Lepidium nanum ingår i släktet krassingar, och familjen korsblommiga växter. Inga underarter finns listade i Catalogue of Life.